# 大亚圣象
大亚圣象家居股份有限公司（英語：Dare Power Dekor Home Co.,Ltd.；深交所：000910，简称：大亚圣象），是中国深圳证券交易所的一家上市公司，主要从事人造板和地板的生产和销售。

## 历史
公司前身为江苏大亚新型包装材料股份有限公司，由江苏大亚集团公司（现已更名为大亚科技集团有限公司）、上海凹凸彩印总公司等五家发起人共同发起募集设立，1999年4月20日在江苏省工商行政管理局注册登记。同年6月30日在深圳证券交易所挂牌上市，股票简称为“大亚股份”，股票代码为“000910”。2002年7月24日，公司名称由“江苏大亚新型包装材料股份有限公司”变更为“大亚科技股份有限公司”，简称“大亚科技”，股票代码不变。为提升企业品牌形象和价值，公司名称于2016年10月17日由“大亚科技股份有限公司”变更为“大亚圣象家居股份有限公司”。公司旗下拥有“圣象”地板和“大亚”人造板两大品牌。
2021年，公司实现营业收入87.51亿元，同比增长20.46%；实现净利润5.95亿元，同比下降4.86%。